# FC 찬타불리
FC 찬타불리는 라오스의 축구단으로 현재 라오스 리그 2에 참가하고 있으며 라오스 육군 다음으로 라오스 리그 1 최다 우승팀이다.

## 우승
- 라오스 리그 1: 2015, 2017, 2018, 2019, 2020
- 라오스 FF컵: 2019

## 역대 감독
| 감독          | 임기        |
| ------------- | ----------- |
| 기무라 고키치 | 2021 ~ 2024 |

틀:라오스 리그 2